# Kevin Mejía
Kevin Mejía Castillo (Tela, 5 maggio 1995) è un lottatore honduregno, specializzato nella lotta greco-romana e libera.

## Biografia
È allenato da Humberto Torres Trujillo dal 2007.
Ha rappresentato cuba ai Giochi panamericani di Toronto 2014, dove ha vinto la medaglia d'argento nel torneo dei -98 chilogrammi, perdendo in finale contro il cubano Yasmany Lugo.
Ai Giochi panamericani di Lima 2019 si è aggiudicato il bronzo nei -97 chilogrammi.

## Palmarès
- Giochi panamericani

Toronto 2014: argento nella lotta greco-romana -98 kg.
Lima 2019: bronzo nella lotta greco-romana -97
- Campionati panamericani

Panama 2013: argento nella lotta greco-romana -96 kg.
Frisco 2016: bronzo nella lotta greco-romana -98 kg.
Lima 2018: argento nella lotta greco-romana -97 kg.
Buenos Aires 2019: bronzo nella lotta greco-romana -97 kg.
Città del Guatemala 2021: oro nella lotta greco-romana -97 kg.
- Giochi centramericani e caraibici

Veracruz 2014: bronzo nella lotta greco-romana -98 kg.; bronzo nella lotta libera -97;
Barranquilla 2018: argento nella lotta greco-romana -98 kg;